# Chimica ospite/ospitante

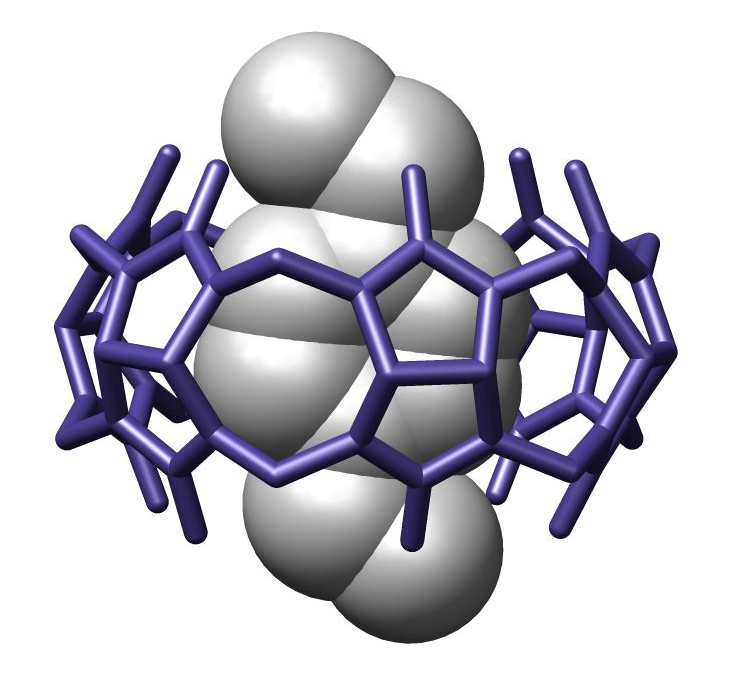
Struttura cristallina di un complesso ospite/ospitante con un p-xililenediammonio legato all'interno del cucurbiturile descritta da Freeman in Acta. Crystallogr. B, 1984, 382-387.

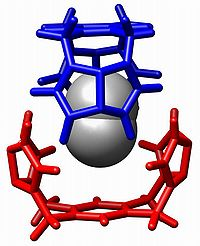
Un ospite N_{2} è legato dentro una capsula con legami ad idrogeno riportata da Julius Rebek et al. in Chem. Eur. J. 1996, 2, 989-991.

Nella chimica supramolecolare,  la chimica ospite/ospitante (detta anche host/guest) descrive complessi che sono composti da due o più molecole o ioni tenuti insieme in un'unica relazione strutturale da legami deboli quali per esempio legami ad idrogeno, accoppiamento ionico e/o forze di van der Waals piuttosto che veri e propri legami covalenti.
Il composto ospitante è definito come una molecola organica o ione il cui sito di legame converge nel complesso mentre il composto ospite è definito come qualunque molecola o ione il cui sito di legame diverge in esso.

## Comuni molecole ospitanti
- Ciclodestrine
- Calixareni
- Cucurbiturile
- Porfirine
- Eteri corona
- Zeoliti
- Criptofani
- Carcerandi

## Esempi
La chimica ospite/ospitante si osserva in:
- Composti di inclusione;
- Composti di intercalazione;
- Clatrati
- Criptandi
- Criptofani
- Pinzette molecolari